# Mécamylamine
La mécamylamine est une amine bicyclique. Un de ses stéréoisomères est un antagoniste partiel des récepteurs nicotiniques d'acétylcholine, développé comme antidépresseur par AstraZeneca et Targacept sous le nom d'Amplixa (TC-5214).

## Propriétés physico-chimiques
Il existe 2 énantiomères de cette molécule:
- (S)-(+)-mécamylamine, numéro CAS 107538-05-6
- (R)-(–)-mécamylamine numéro CAS

## Utilisation
La (S)-+-mécamylamine a été étudiée comme traitement d'appoint, et comme monothérapie. Un premier essai a échoué, le produit ne permettant une réduction suffisante du score sur l'échelle de dépression de Montgomery et Åsberg. Les autres essais n'ont pas eu davantage de succès, ce qui a conduit à l'abandon du produit.